# Vi ska mötas igen
Vi ska mötas igen är en svensk dokumentärfilm från 1983 i regi av Ulf Hultberg och Mona Sjöström. Filmen spelades in i Vietnam 1981 och skildrar två vietnamesiska flickor och deras vardag.

### Fotnoter
1. ↑  ”Vi ska mötas igen”. Svensk Filmdatabas. http://sfi.se/sv/svensk-filmdatabas/Item/?itemid=16723&type=MOVIE&iv=Basic&ref=/templates/SwedishFilmSearchResult.aspx?id%3d1225%26epslanguage%3dsv%26searchword%3dvi+ska+m%C3%B6tas+igen%26type%3dMovieTitle%26match%3dBegin%26page%3d1%26prom%3dFalse. Läst 17 maj 2013.